# 盐铁论
《鹽鐵論》，中國西漢鹽鐵會議的記錄，以對話體撰寫，10卷60篇，作者為桓寬。其中記載的是賢良文學（由地方推舉的知識分子）集團與御史大夫桑弘羊為首的朝廷官员集團之間的辯論。
《鹽鐵論》反映了大一統帝國時代獨尊儒術等一系列思想改革之後，諸子百家之中的兩大思想派系———儒家和法家的首次碰撞和折衷的學術著作，同時也是了解西漢後期政治、經濟、社會、思想、中央與地方關係的重要史料文獻。

## 背景
漢昭帝時，當時已七十多歲的御史大夫桑弘羊繼續推行漢武帝時定下的財政政策，包括鹽、鐵、酒專賣及物價調整，稱為鹽鐵、榷酤、均輸平準。外戚大將軍霍光有意削弱桑弘羊並奪取財政大權，因而鼓動賢良文學批評其政策。
前81年2月，60多個新薦舉的賢良文學被召至宮中，就桑弘羊各項財政政策應否廢止，與丞相車千秋、桑弘羊辯論。賢良文學受霍光鼓動，又代表地方豪強的利益，批評桑弘羊各種與民爭利的政策。結果昭帝下令取消酒類專賣（榷酤）和關內的鐵官，其餘大部份政策都不受影響；霍光有意打倒桑弘羊的目的暫未達到。其後桓寬編纂《鹽鐵論》一书記錄此鹽鐵會議。

## 內容
《鹽鐵論》以對話體方式，記載前81年鹽鐵會議上，賢良文學與丞相、御史大夫之間的辯論。桓寬整理潤飾與會者會議後所作的記錄，集結成書。有學者認為，書中夾雜了桓寬自己的創作和意見，並非完全是鹽鐵會議的實際記錄。

### 賢良主張
賢良文學代表儒家的意見，反對一切戰爭，主張節儉、藏富於民，反對官營商業。政治必須使民生安定，以仁義道德引導百姓，移風易俗，崇本抑末，即發展農業、
抑制工商業；鹽鐵、均輸、平準、榷酤等法與民爭利，使人民趨向「末業」，應當廢止。賢良文學並批評以桑弘羊為首的經濟官員驕橫奢侈。

### 大夫主張
御史大夫代表法家的意見，主張朝廷必須充實國庫，加強邊防，防止敵人入侵；為了國家安全與榮譽，必須征討胡人，有信心制服匈奴。經濟方面，主張開發工商業，由政府統制，管制鹽鐵，以富國富民及應付邊防開支。御史大夫並批評，賢良文學是古非今，過於迂腐，對當前急務並無具體有效的對策。

## 版本
《鹽鐵論》現存最古版本刊於明朝初年，其次是1501年的涂禎本，兩者俱現藏中国国家图书馆。最有價值的現代版本，則是王利器《鹽鐵論校注》，1958年初版。

### 譯本
《鹽鐵論》第1-28篇有蓋爾（Esson Gale）的英譯本，第1-19篇於1931年於荷蘭萊頓出版，第20-28篇於1934年於《皇家亞洲文會雜誌》（Journal of the North China Branch of the Royal Asiatic Society）發表。日譯本有三部，分別由山田勝美、曾我部靜雄及佐藤武敏翻譯和註釋，分別於1934、1934及1970年在東京出版。

## 目錄
卷一　本議第一 力耕第二 通有第三 錯幣第四 禁耕第五 復古第六
卷二　非鞅第七 晁錯第八 刺權第九 刺複第十 論儒第十一 憂邊第十二
卷三　園池第十三 輕重第十四 未通第十五
卷四　地廣第十六 貧富第十七 毀學第十八 褒賢第十九
卷五　相刺第二十 殊路第二十一 訟賢第二十二 遵道第二十三 論誹第二十四 孝養第二十五 刺議第二十六 利議第二十七 國疾第二十八
卷六　散不足第二十九 救匱第三十 箴石第三十一 除狹第三十二 疾貪第三十三 後刑第三十四 授時第三十五 水旱第三十六
卷七　崇禮第三十七 備胡第三十八 執務第三十九 能言第四十 取下第四十一 擊之第四十二
卷八　結和第四十三 誅秦第四十四 伐功第四十五 西域第四十六 世務第四十七 和親第四十八
卷九　繇役第四十九 險固第五十 論勇第五十一 論功第五十二 論鄒第五十三 論菑第五十四
卷十　刑德第五十五 申韓第五十六 周秦第五十七 詔聖第五十八 大論第五十九 雜論第六十

## 评论
歷史學家錢穆認為，當時實際利弊得失，非熟悉考究當時人意見者，無從揣測:21。討論鹽鐵專賣，該注意當時歷史傳統與當時人歷史意見作主要參考，不該把我們的時代意見來抹殺當時的歷史意見。:21
近代學者王先謙認為桓寬的文筆可與同為西漢著名文學家的褚少孫、嚴遵相媲美。